# Тавињано
Тавињано (фр. Tavignano) је река у Француској. Дуга је 89 km. Улива се у Средоземно море. 